# Secret Messages (canción)
«Secret Messages» es una canción del grupo británico Electric Light Orchestra, publicada en el álbum de estudio Secret Messages (1983). La canción, compuesta por Jeff Lynne, fue también publicada como el segundo sencillo del álbum, tras «Rock 'n' Roll Is King», en septiembre de 1983.
La canción, que da título al álbum, comienza con una voz en forma de backmasking diciendo «welcome to the show» (en español: «Bienvenido al espectáculo»), seguido de un deletreo de las siglas ELO en código morse, algo que Jeff Lynne utilizó previamente en la canción «Ocean Breakup/King of the Universe», del álbum On the Third Day (1973). 
El sencillo, con la canción «Buildings Have Eyes» como cara B, alcanzó el puesto 48 en la lista británica UK Singles Chart y el 14 en la lista Irish Singles Chart.

## Posición en listas
| País        | Lista                | Posición |
| ----------- | -------------------- | -------- |
| Irlanda     | Irish Singles Chart  | 14       |
| Polonia     | Polish Singles Chart | 5        |
| Reino Unido | UK Singles Chart     | 48       |